# Таунгу
18°56′00″ пн. ш. 96°26′00″ сх. д. / 18.933333333333° пн. ш. 96.433333333333° сх. д.
Династія Таунгу (бірм. တောင်ငူခေတ်, [tàʊɰ̃ŋù mɪ́ɰ̃ zɛʔ]) — бірманська династія, яка правила з середини XVI століття до 1752 року і об'єднала країни, що утворилися після розпаду Паганского царства, в єдину державу.

## Зародження

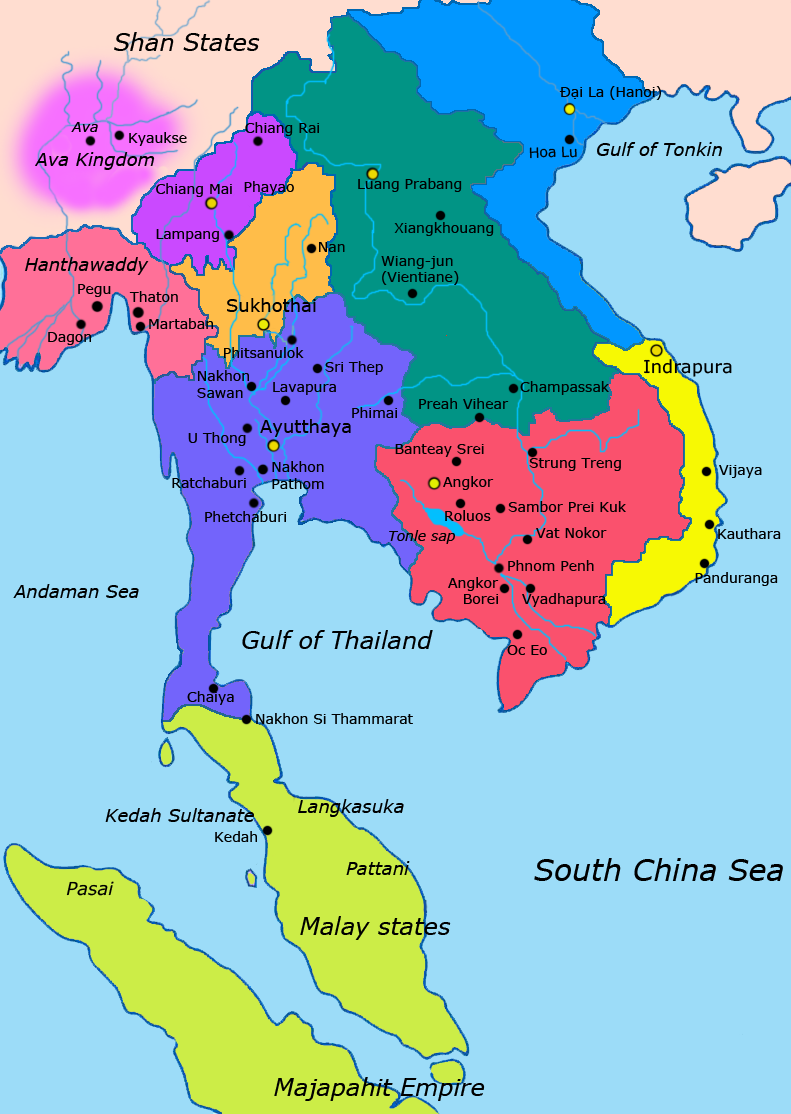
Політична мапа Південно-східної Азії станом на 1400 рік

Держава Таунгу виникла у 1280 році як укріплене поселення на вершині пагорба на березі річки Сітаун. Після знищення монголами Паганського царства у 1287, до Таунгу попрямували біженці з Пагана, що рятувалися спочатку від монгольських, а потім від шанских набігів. Зміцнення влади його правителів, м'янманців за походженням, ознаменувався прийняттям правителем Тхінкабою царського титулу у 1347 році (правив у 1347—1368 роках) і спорудженням палацу в традиційному м'янманському стилі.
Син Тхінкаби і наступний правитель П'янчі (1368—1377) побудував у Таунгу кілька пагод і монастирів, здійснив паломництво в місто Паган, де біля пагоди Шуезігон залишив надпис, в якому повідомляється, що правитель і його дружина влаштовували в місті та околицях бірманських біженців після розгрому шанами держав Сайган і Пінья. Таунгу і пізніше залишався притулком для м'янманських жителів усіх рангів, які рятувалися від феодальних воєн і усобиць, поступово розширюючись у сторону долини Чаусхе, де можна було збирати по три врожаї рису за рік. Однак, влада в Таунгу в цей час все ще не була міцною, вона залежала від політичної боротьби між м'янманцями (з іншого їх центру — Ави) і монами. В 1377 Таунгу втратив незалежність і був приєднаний до Авської держави.

## У складі Авського царства
У Авському царстві членам правлячої родини роздавали окремі регіони країни «для годівлі», з правом на отримання частини доходів. З часом, ці феодали починають проявляти все більшу незалежність від центру. 
Час правління царя Могньїнтадо (1427—1440) характеризується переходом від відносної єдності держави до феодальної роздрібленості: у 1430 р. повністю відокремлюється регіон Аракан, а найбільші землевласники, насамперед правителі Таунгу, почали вважали царя Ави лише першим серед рівних. У написах, які відносяться до часу правління Нарапаті I (1443—1469), феодали низки земель вже використовують царські титули, свої володіння вони намагаються перетворити на спадкові, будують у них укріплення, набирають власне військо.

## Перша династія Таунгу
Правитель Мінджіньуоу (1486-1531) сильно розширив територію Таунгу. У 1510 році в верхів'ях річки Ситаун, на південь від Ави, він побудував столицю держави - Таунгу. Столичне місто обнесли муром, всередині спорудили палац для правителя і велику водойму. Після того, як в 1527 році війська шанских князів знищили АЧЗК держава, в князівство Таунгу хлинув потік м'янманского населення. Сюди ж, згідно з повідомленнями хронік, прийшли багато дрібних володарів центральної М'янми зі своїми чадами і домочадцями, знаттю і простолюдинами.
Син Мінджіньуоу - Табіншвехті (1531-1551) - отримав від батька князівство, населення якого постійно поповнювалося за рахунок потоку м'янманців, які рятувалися від шанів і прагнули відвоювати у останніх свої рідні місця на центральних рівнинах М'янми. Однак першим об'єктом його завойовницьких походів стала монська держава Хантаваді. В 1535 Табіншветхі на чолі великої армії, до якої приєдналися багато м'янманських феодалів зі своїми загонами, швидким маневром оволодів західною частиною дельти Іраваді, а потім обклав монську столицю Пегу. Місто захищалося цілих чотири роки, і було захоплене тільки в результаті інтриг. До 1541 року підкорення Хантаваді було завершено.
Щоб консолідувати завойовані південні території, Табіншветхі тричі проводив ритуал своєї коронації. У перший раз, в 1541 році, він коронувався в Пегу, після підкорення південної М'янми, а вдруге - в 1542 році, в Пагані, відповідно до м'янманських традицій. У 1546 році, бажаючи продемонструвати єдність своєї держави, Табіншветхі коронувався в третій раз, дотримуючись і м'янманського, і монськкого ритуалів, у Пегу, оголошеному столицею нової імперії. Щоб залучити монів на свою сторону, він не тільки зрівняв монів і м'янманців в правах, але і залишив у колишніх володіннях і на постах монських сановників, і навіть сам носив зачіску і одяг за монським зразком.

Прагнучи закласти стратегічну економічну основу держави, Табіншветхі спробував у 1546 році захопити  на заході араканську державу М'яу-У, а в наступному році - східну Аютію. Однак обидві кампанії були невдалими. Цар був морально зломлений повторюваними невдачами, і відійшов від справ. Незабаром він був убитий повсталими монами.

У 1564 році Баїннаун підкорив Аютію, і посадив на її престол свого ставленика. З незліченними скарбами і полоненими він повернувся в Пегу, де під час його відсутності почалося повстання, в ході якого була спалена столиця разом з царським палацом. Придушивши повстання, Баїннаун побудував нове місто і палац, багатство і красу яких із захопленням описували європейські мандрівники. У 1568-1569 роках був зроблений новий похід проти Аютії. Узята столиця була віддана на поталу солдатам, а країна на 15 років стала васалом М'янми.

### Розпад держави
Будівельник імперії Баїннаун хоча і звертав увагу на судочинство і законодавство, все життя провів у військових кампаніях, а управлінням держави займався мало. У самій столиці повстання спалахували, як тільки правитель виступав в похід. Так як всі великі центри були залишені у володінні найближчих родичів царя, а завойовані держави шанів, лао і тайців залишалися під управлінням традиційних вождів (за умови васалітету), країну на частини розривав феодальний сепаратизм. Виснаження ресурсів перманентними експедиціями і війнами призвело імперію на грань краху зі смертю Байіннауна.
Син Баїннауна Нандабаїн в 1584 році був змушений виступити проти сепаратистських заколотів, піднятих в Аве, П'я і Таунгу родичами царя і його міністрами. Потім були проведені три невдалих походи проти проголосившої незалежність Аютії, проте в підсумку навпаки, тайська Аютія спочатку відвойовула у мьянманскої держави порти в Тенассеріма і спонукала монів до виступу проти влади м'янманців. Південь поступово став відпадати від імперії. Бачачи слабкість центральної влади, родичі Нандабайна почали боротьбу за престол. Врешті-решт правитель Таунгу в союзі з араканским правителем Мін Разаджі почав наступ на Пегу і в 1599 році захопив місто. Араканці спалили столицю, а взятий в полон Нандабайн був відвезений в Таунгу і отруєний.
М'янма знову розпалася на кілька ворогуючих між собою феодальних держав і володінь. Сіріам був захоплений араканцями, а Тавой і Тенассерім - сіамцями. Незабаром південь країни перейшов в руки португальця Феліпе ді Бріту, який поширив свою владу з відвойованих їм у араканцев Сіріама на інші монські території і встановив контроль над морською торгівлею.

### Друга династія Таунгу
Н'яунйан - один з синів Байіннауна - був правителем округу Мейтхіла в сухій зоні. У 1597 році (ще при Байіннауне) сюзеренітет Ньяунджана, який проголосив себе царем, визнали багато володарі в центральній М'янмі. У 1600 році, після відновлення стін і палацу в Аве, він зробив тут обряд коронації і проголосив Аву столицею своєї держави. В результаті військових походів він в 1601-1606 роках підпорядкував нашскіе князівства в верхній течії Іраваді.
Син Ньяунджана Анаукпетлун в 1609-1610 роках підпорядкував П'я і направив свої війська в Таунгу. Захоплення князівства був ознаменований знищенням царських регалій його володаря, розквартирування в місті мьянманского гарнізону, і депортацією майже дві третини населення в Аву. Потім настала черга «королівства» ді Бріту в Сіріаме. У 1613 році його штаб-квартира була взята, а він сам страчений. Майже вся М'янма (за винятком Тенассеріма, який не вдалося відвоювати у сіамців) виявилася об'єднаної. Столиця знову була перенесена в Пегу, куди поступово почали повертатися біженці (тим більше, що мьянманского монарх не обмежує монов в правах). Потім був захоплений Чиенгмай.
Зайняв трон 1629 року Тхалун відновив зруйновану війною країну і відмовився від завойовницької політики. За даними 1635 року, що її населення досягло двох мільйонів чоловік . М'янма визнала незалежність Сіаму. В 1635 столицю знову перенесли в Аву. Головну увагу стало приділятися консолідації держави в більш-менш постійні кордони. Була проведена перша в історії перепис населення із зазначенням видів земельних володінь і їх власників і т. П. Володарі були включені в списки чиновників, ніж були значно ослаблені сепаратистські тенденції.
З кінця XVII століття мьянманского держава вступила в період занепаду і дезінтеграції. В обстановці не до кінця врегульованих відносин престолонаслідування угруповання окремих міністрів висували на своїх претендентів на трон (зазвичай перевага віддавалася слабкою особистості, на яку можна впливати). Суперництво між фракціями еліти за зрослі на початку XVIII століття доходи від морської торгівлі, плутанина в багатьох галузях управління сприяли збагаченню «сильних будинків». Це призвело до звуження державного сектора економіки і ослаблення держави. В умовах падіння авторитету центральної влади і контролю її установ, зростання бандитизму і бродяжництва посилилася роль місцевих лідерів, які набирали дружини для охорони населених пунктів, а переставши посилати податки в центральну скарбницю навіть починали боротьбу з сусідами за збільшення своїх володінь.
В 1727 обурені новими поборами повстали жителі Чіенгмая. Вони розгромили м'янманський гарнізон, вбили губернатора і запросили на трон лаоського принца; всі три мьянманского експедиції проти князівства успіху не мали. Також відпали північні князівства Нан, Кентунг, Могаун і ін.
Хоча Сіам, Китай і Аракан не втручалися в мьянманского справи, у країни з'явився новий зовнішній ворог - васальне князівство Маніпур. У 1730-х роках маніпурскіе вершники щорічно з'являлися в долинах Іраваді і Чиндуїн, випалюючи дотла села, руйнуючи буддійські храми (маніпурци були індуїстами), плюндруючи поля; жителів забирали в полон. Лише вторгнення в Маніпур радий

### Падіння імперії
У 1740 році був убитий м'янманський губернатор Пегу, і мони проголосили незалежність, заснувавши державу відроджену Хантаваді. Навесні 1752 року ними була захоплена Ава. Останній правитель династії Таунгу — Магадгаммараза Діпаті — був узятий в полон разом з сім'єю і відвезений в Пегу.